# Heather Samuel
Heather Samuel, född 6 juli 1970, är en antiguansk och barbudansk friidrottare. Hon deltog vid olympiska sommarspelen 1992, olympiska sommarspelen 1996, olympiska sommarspelen 2000 och olympiska sommarspelen 2004.